# 3-й Павловский переулок
Тре́тий Па́вловский переу́лок (до конца XIX века — Офице́рский переу́лок) — переулок, расположенный в Южном административном округе города Москвы на территории Даниловского района.

## История
Переулок получил современное название по соседней Павловской улице. До конца XIX века переулок назывался Офице́рский переу́лок.

## Расположение
Третий Павловский переулок проходит от Павловской улицы на восток до Дубининской улицы. Нумерация домов начинается от Павловской улицы.

## Примечательные здания и сооружения
По чётной стороне: зданий нет.
По нечётной стороне:

## Транспорт

### Наземный транспорт
По 3-му Павловскому переулку маршруты наземного общественного транспорта не проходят. У восточного конца переулка, на Дубининской улице, расположена остановка «Дубининская улица, 57» трамваев 3, 38, 39; у западного — остановка «3-й Павловский переулок — Театриум на Серпуховке» автобусов м9, м86, с932; н8.

### Метро
- Станция метро «Тульская» Серпуховско-Тимирязевской линии — юго-западнее переулка, между Большой Тульской улицей, Большим Староданиловским, Холодильным и 1-м Тульским переулками.
- Станции метро «Серпуховская» Серпуховско-Тимирязевской линии и «Добрынинская» Кольцевой линии (соединены переходом) — севернее переулка, на Серпуховской площади.